# 하와우시
하와우시 (때때로 하와오시(Hawwaoshi)로 표기; 이집트 아랍어: حواوشي; arz)는 전통적인 이집트 요리이다. 피타 빵에 다진 고기를 넣고 양파, 후추, 파슬리로 양념하며, 가끔 고추를 넣기도 한다. 하와우시의 주요 변형은 "발라디"(표준)와 알렉산드리아식이다. 이집트의 대부분 지역에서는 납작한 이집트 빵에 고기 혼합물을 채운 다음 오븐에 구워서 만든다. 알렉산드리아에서는 재료를 두 개의 둥근 반죽 층 사이에 넣은 다음 오븐에 굽는다. 알렉산드리아식 하와우시에는 일반적으로 다른 향신료와 양념이 들어간다. 하와우시는 약간의 변형을 거쳐 중동 및 북아프리카의 다른 나라에도 퍼졌다. 레반트 지역에서는 사지 빵을 사용하여 만들고 속 재료에 매운 고추를 넣는다. 알제리에서는 "무하지브"로 알려져 있으며 수프나 요거트 샐러드와 함께 먹는다.
하와우시는 이집트 가정에서 흔히 만들어지며, 일부 식당에서도 일반적으로 테이크아웃으로 제공된다. 식당 가격은 크기와 사용된 고기 양에 따라 EGP 30에서 100까지 다양하다.

## 역사
하와우시는 1971년 아흐메드 알-하와우시라는 이집트 정육점 주인이 발명했다. 카이로의 수크 알-타우피크(Souk Al-Tawfik) 지역에 있는 그의 노점에서 하와우시는 카이로 전역으로, 그리고 이집트 나머지 지역으로 퍼졌다. 알-하와우시가 사망한 이후, 하와우시는 나일 델타의 샤르키야주에서 특히 인기를 얻었으며, 그곳에서 가장 맛있는 하와우시가 발견된다고 한다.

## 같이 보기
- 삼부사, 소말리아의 유사 음식
- 파타예르, 레바논의 유사 음식
- 중동 요리 목록
- 콘월 페이스트리